# Shade, el Hombre Cambiante
Shade, el Hombre Cambiante (Shade, The Changing Man en inglés) es un personaje ficticio creado por Steve Ditko para DC Comics en 1977, cuya primera aparición se produjo en el número 1 de la serie Shade: The Changing Man (junio de 1977). El personaje fue adaptado más tarde por Peter Milligan y Chris Bachalo en uno de los primeros títulos de la línea Vertigo.
Ambas versiones de Shade son distintas de The Shade, otro personaje de DC Comics.

## Historia editorial

### Etapa de Steve Ditko
Shade, el Hombre cambiante contaba la historia de un fugitivo del planeta militarizado Meta, Shade (cuyo nombre completo es Rac Shade). Shade estaba equipado con un "Chaleco-M" (o Chaleco-Miraco, denominado así por su inventor) robado, que le protegía con un campo de fuerza y le permitía proyectar la ilusión de convertirse en una versión grotesca y enorme de él mismo. El personaje fue el primero creado por Ditko para una editorial importante en muchos años. Antes de reincorporarse a DC Comics, Ditko había trabajado en personajes como Mr. A. Shade significó su regreso al cómic de superhéroes, aunque en un principio no tenía conexión con el Universo DC. Michael Fleisher escribió la serie basándose en los argumentos y dibujos de Ditko.
La serie abarcó ocho números bimensuales entre 1977 y 1978, antes de su súbita cancelación, debida a la llamada "implosión DC", una contracción de la línea de cómics de DC que comportó la cancelación de un tercio de sus publicaciones. Un noveno número doble, en el que aparecía por primera vez otro personaje creado por Ditko, The Odd Man, fue producido, pero solo se publicó como parte de la "Cancelled Comic Cavalcade" de DC, en 1978. Una versión revisada de la historia de The Odd Man apareció en el número 487 de Detective Comics (diciembre 1979- enero 1980). Ambas historias fueron publicadas en The Steve Ditko Omnibus Vol. 1 (2011), un tomo recopilatorio de la obra de Ditko para DC.
Tras esto, Shade fue adoptado por el Universo DC, e hizo una breve aparición en Crisis on Infinite Earths, convirtiéndose además en miembro del Escuadrón Suicida.

## Biografía ficticia del personaje

### Serie propia
Rac Shade, un agente secreto de la Meta-Zona, una dimensión cercana a la de la Tierra, entre las que se encuentra la Zero-Zona, ha sido acusado falsamente de traición y condenado a muerte. A través de varios acontecimientos, Shade pasa bastante tiempo en la Tierra, tratando de limpiar su nombre, usando su Chaleco-M en el proceso, pero se encuentra con la resistencia de las Meta-autoridades en todo momento. Su nombre se limpia poco a poco. Sin embargo, Shade continúa siendo un fugitivo, lo que le lleva a usar el Chaleco-M con regularidad. La antigua prometida de Shade, Mellu Loron, quiere matarlo por causar, a su juicio, una explosión que lisió a sus padres, pero estos, operando un monstruo mecánico llamado el Decisor Supremo, tienen otros planes.
Los Metanos tienen una avanzadilla en la Tierra, llamada el Centro de Investigación Oculta (O.R.C). A cargo de este, se encontraba Wizor, asistido por Leno. Mellu estuvo a cargo del centro durante un tiempo. El O.R.C. opera contando la verdad absoluta sobre Meta, algo de lo que el público suele reírse. El hecho de que otros criminales más violentos estén en libertad debido al motín de la prisión que Shade aprovechó para escapar estén libres y sean una prioridad, enfada a Mellu y causa que abandone la organización.
Cuando el Doctor Sagan muestra a Mellu unas imágenes en las que se ve que Shade fue rescatado de un área mortal de la Zero-Zona llamada el Área de la Locura, de la que nadie, salvo Shade, gracias a su chaleco, ha conseguido escapar ileso. Esta cambia de opinión sobre él, a pesar de ser quien le había capturado.
En el número final, el presidente Olon no puede hacer nada en relación con las acusaciones de traición, aunque considera que Shade es inocente. Shade escapa a la Zero-Zona y cae en el Área de la Locura.

### Escuadrón Suicida
Shade acaba viviendo en el Área de la Locura. El Escuadrón Suicida, tras dejar atrás la dimensión natal de Nightshade, acaba allí, y Shade es capaz de ajustar su Chaleco-M y teleportarse, junto al Escuadrón a la Tierra.
Desafortunadamente, el O.R.C ha sido ocupado por el Doctor Z.Z. y un grupo de criminales metanos, que esperan utilizar el lugar como base para conquistar la Tierra y la propia dimensión Meta. El plan de Shade para pararlos es abortado por la Crisis en Tierras Infinitas, que lo lleva a estar otra vez atrapado en la Zero-Zona, de donde es finalmente rescatado por el Escuadrón.
El segundo intento de Shade de parar a Z.Z. tiene éxito, aunque las autoridades de Meta todavía quieren arrestarlo. Rick Flag les apunta con su arma y las autoridades permiten a Shade irse con el Escuadrón.
El Gobierno ofrece apoyo técnico a Shade para volver a Meta, a cambio de su ayuda en las misiones del Escuadrón. Shade coopera, aunque no está completamente seguro de que la tecnología de la Tierra esté a la altura de la tarea encomendada. Shade pasa algún tiempo intentando ayudar al antiguo miembro del Escuadrón Mindboggler, que había muerto en el número #2 de la edición americana de Suicide Squad, para convertirse en Ifrit, un aliado digitalizado de la Jihad.
Shade cada vez tiene más dudas de si quedarse en el Escuadrón fue una decisión acertada. Cuando Lashina (disfrazada como la Duquesa) acude a él con una oferta de devolverle a su dimensión natal por un atajo que pasa por Apokolips, Shade accede, sin saber el futuro que le espera. Acaba siendo forzado a secuestrar a Vixen y al Capitán Boomerang (aunque no se arrepiente en absoluto de secuestrar a este último). Shade sabe que sus acciones están mal, pero siente que no tiene otra opción.
Lashina le traiciona tras llegar a Apokolips. Algunos amigos de Shade, el piloto Briscoe, el civil Flo Crowley (parte del personal de apoyo de la Fuerza X) y el villano Doctor Luz mueren en la lucha contra los parademonios y las Furias. Darkseid aparece y apacigua el conflicto, mandando al Escuadrón y a sus caídos a casa. Shade, destrozado por la culpabilidad, vuelve a su dimensión natal.
Su paradero desde entonces es desconocido.

## Peter Milligan y los años de Vertigo
En julio de 1990, seis meses tras la aparición final de Shade en Escuadrón Suicida, Shade fue modenizado por Peter Milligan y Chris Bachalo, convirtiéndose en parte de la segunda ola de la llamada "Invasión británica", junto a Sandman de Neil Gaiman y Animal Man, de Grant Morrison.
La nueva serie todavía se desarrollaba en el Universo DC: John Constantine apareció en un arco argumental de tres números, y Muerte (de los eternos) apareció en un sutil cameo en el número 50 de la serie. Shade, por su parte, apareció con un grupo de personajes de Vertigo en la serie de 1999 Totems. Sin embargo, el cómic se desvió rápidamente de sus orígenes. Milligan y Bachalo reinventaron a Rac Shade como un enamoradizo poeta pelirrojo enviado a la Tierra para detener una ola creciente de locura, llamada el Grito Americano, que amenazaba con destruir el planeta. Su Chaleco-M se convirtió en un Chaleco-Locura, capaz de alterar la realidad. A partir de diseños realizados por Brendan McCarthy, Bachalo creó una apariencia distintiva para el cómic, distinguiéndolo de las otras apariciones del personaje en el Universo DC. La serie original fue recontada como una historia que Shade se narraba a sí mismo en su viaje a la Tierra (el cómic no explicó la estancia del personaje con el Escuadrón Suicida).
Milligan mató a Shade varias veces durante la serie, devolviéndole la vida cada vez bajo distintas formas: una mujer, un loco de cabello negro, un "mod" pelirrojo y sin emociones, y un obseso barbilampiño y harapiento.
La serie empleó conceptos e ideas que fueron, a veces, controvertidas, y que la distinguieron de los títulos enmarcados en el Universo DC convencional (por ejemplo, el asesinato de JFK y el transgénero). Para distinguir estos temas más "adultos" en Shade y otros títulos, DC creó la línea Vertigo en 1993. Shade se convirtió en una de las series iniciales de la línea, a partir de su número 33.
Shade tuvo buenas ventas y se convirtió en un cómic de culto. La serie duró 70 números, hasta su cancelación en 1996.
En 2003 una historia especial de Peter Milligan y el dibujante Mike Allred se publicó como parte de las celebraciones del décimo aniversario de Vertigo. En 2004, los primeros seis números de Shade se reimprimieron como un tomo recopilatorio.
En España, la serie fue publicada en su totalidad por Planeta DeAgostini entre 2006 y 2007 (Ediciones Zinco había publicado previamente los cuatro primeros números de la serie en dos especiales en formato rústica en 1993).
En agosto de 2010, Shade volvió al cómic en el número 268 de Hellblazer, esta vez como un personaje secundario en una serie de arcos argumentales escritos por Milligan.
Según el tomo recopilatorio Absolute Crisis on Infinite Earths HC, los acontecimientos de esta serie tuvieron lugar originalmente en la Tierra-85 del Multiverso antes de su destrucción.

### Diferentes versiones de Shade

#### Versión Uno (el poeta pelirrojo)
El primer Shade era un poeta joven y romántico no apto para la tarea de salvar la Tierra del Grito Americano. Se enamoró de una chica llamada Kathy, y a menudo tenía dudas sobre sí mismo y su capacidad para satisfacerla, sexual y emocionalmente. Finalmente, escarbó en su propia psique y extrajo sus pasiones y deseos ocultos, creando un alter ego llamado Hades. Este no era, en realidad, un gemelo maligno, sino simplemente tendente a sucumbir a sus propios deseos. Hades, en general, pasó la mayoría de su existencia anclado al fondo de la mente de Shade, aunque, llegado el momento, se le concedió el uso de su cuerpo, y brevemente poseyó un cuerpo propio, construido gracias a la locura.

#### Versión Dos (la mujer cambiante)
Shade fue finalmente asesinado, pero su espíritu fue incapaz de abandonar la realidad y acabó inhabitando el cuerpo de una mujer pelirroja, recientemente asesinada. Shade intentó forzar su forma antigua y masculina en el nuevo cuerpo, pero lo que permanecía de la personalidad de la mujer se resistió, dado que su asesinato había quedado sin resolver. Shade, Kathy y Lenny investigaron el caso y encontraron las terroríficas circunstancias de la muerte de la mujer, pero no antes de que Shade experimentara el sexo como mujer y soportara el comienzo de su primer período menstrual. Una vez en paz, la mujer fue capaz de abandonar su cuerpo y Shade pudo remodelar el cuerpo para parecerse a su forma original.

#### Versión Tres (el lunático moreno)
Tras varias aventuras extrañas, Shade fue una vez más asesinado, pero esta vez los mismos ángeles le obligaron a volver a la Tierra y cumplir su voluntad. Le obsequiaron con un huésped humano creado para la ocasión (un varón de veintitantos años nacido sin mente o alma: una mera cáscara vacía). Sin embargo, el trauma de la muerte y de la otra vida había causado que la mente de Shade se desquiciara y se combinara con la de Hades. Este nuevo Shade no tenía una lucidez estable y a menudo pasaba de la manía persecutoria al pensamiento reflexivo sin solución de continuidad. Se encontró de nuevo con Lenny y Kathy, y juntos abrieron el Hotel Shade, donde se encontraron con John Constantine y el mismo Peter Milligan.

#### Versión Cuatro (el "mod" sin corazón)
Tras la muerte de Kathy, Shade volvió a ser, de nuevo, pelirrojo, pero esta vez con un corte de pelo a lo "mod". Perdido en el dolor y el duelo, abandonó su antigua vida y se mudó a la gran ciudad, donde se hizo amigo de una bailarina sorda y de la reencarnación de Nikola Tesla. Intentó asimismo ponerse en contacto con su hijo solo para enterarse de que el niño sufría de una enfermedad de envejecimiento acelerado. Cansado del sufrimiento, Shade se arrancó el corazón y lo encerró en una caja de metal, siendo más apático a partir de entonces en relación con los acontecimientos y personas que le rodeaban.

#### Versión Cinco (el obseso harapiento)
Finalmente, Shade perdió el control de la Locura, que empezó a alimentarse de su subconsciente y empezó a mutilar y asesinar inocentes. Desesperado por arreglar las cosas, Shade reunió a sus amigos y fabricó una máquina del tiempo. El conflicto subsiguiente tuvo un éxito limitado (el hijo de Shade, por ejemplo, se vio atrapado en el cuerpo de una mujer), pero la serie acabó felizmente, reuniendo a Shade con Kathy.

#### Hellblazer
Shade, restaurado a su forma masculina, finalmente regresó a Meta, pero John Constantine lo llamó a la Tierra para ayudarlo. Esto, Shade lo hizo, a pesar de estar celoso del coqueteo de Constantine con Kathy George años atrás. Finalmente regresó a su mundo natal, llevándose consigo a la novia de Constantine, Epiphany (eventualmente se harta de ella y la envía de regreso a la Tierra hasta el año 1979).

## Regreso al Universo DC
En 2011, Shade apareció en la miniserie Flashpoint, así como en su spin-off Flashpoint: Los siete secretos (escrita por Peter Milligan), como el líder de los Siete Secretos. Tras Flashpoint y como parte de la línea The New 52 (un reinicio del Universo DC), Shade apareció como uno de los personajes principales en el primer arco argumental de La Liga de la Justicia Oscura, una nueva serie escrita por Peter Milligan y dibujada por Míkel Janin.

### DC's Young Animal
En el mes de octubre de 2016 surge una serie denominada Shade, la chica cambiante. En la serie, otro ser cercano a Rac Shade llega a la Tierra, llamada Loma Shade. Este personaje adopta el cuerpo de una adolescente llamada Megan, que fallece por una sobredosis de anfetaminas. Loma es un alienígena del mismo planeta que Rac, Meta. Entre los humanos pasa a ser conocida como Megan Shade, con unos poderes similares al personaje original. La serie está orientada a "jóvenes adultos". El equipo creativo detrás de esta nueva versión incluye al escritor Cecil Castellucci y al artista Marley Zarcone. A partir de marzo de 2018, la serie cambió de nombre, como muchos títulos de Young Animal. Actualmente se llama Shade, The Changing Woman.

## Otras versiones

### La llegada del Reino
En Kingdom Come, Alex Ross creó a Shade III, una versión afroamericana del personaje. Es más similar a la versión clásica del personaje creada por Steve Ditko que a la de Peter Milligan y Chris Bachalo.

### JLA: El clavo
En el cómic JLA: El clavo, publicado por la línea Otros Mundos, aparece una versión clásica de Shade como miembro de los Outsiders.

### Flashpoint
En 2011, Shade volvió al Universo DC en la miniserie Flashpoint: Los Siete Secretos, un spinoff del crossover Flashpoint. La serie fue escrita por Peter Milligan y dibujada por George Pérez. Esta versión de Shade se basa visualmente en la encarnación de Vertigo, pero toma elementos tanto de la versión de Ditko como de la de Milligan. En la serie, la historia se altera accidentalmente por Flash, resultando en una línea temporal alternativa que reimagina muchos personajes. Aquí, Shade es el líder de un grupo de héroes llamado los Siete Secretos, que incluye a la Encantadora y a Amatista, Princesa de Gemworld. Shade y su grupo son reclutados por Cyborg como parte de un esfuerzo de detener una guerra apocalíptica entre Atlantis y Nueva Temiscira.

## Apariciones en otros medios

### Televisión
- Shade, el hombre cambiante aparece en uno de los cortos de DC Nation en Cartoon Network con la voz de Benjamin Diskin.][18]

### Película
- Shade aparece en la película animada Justice League: The Flashpoint Paradox, basada en la serie limitada del mismo nombre